# Uí Muiredaig
 Uí Muiredaig est le nom d'un sept issu des Uí Dúnlainge une des lignées royales du royaume de Leinster en Irlande

## Historique
Les Uí Muiredaig sont les descendants de Muiredach mac Murchado († 760) l'un des trois fils de Murchad mac Bran Mut du sept Uí Dúnlainge. Pendant trois siècles de 785 à 1042;  quatorze de ses membres occupèrent le trône de Leinster en alternance avec leurs parents Uí Fáeláin et  Uí Dúnchada .  
La résidence royale de ce sept se trouve à Maistiu (Mullaghmast) dans le sud du comté de Kildare. Leur domaine connu sous le nom de Crede Mihi comprenait les baronnies de Kilkea, Moone, Narragh avec Reban est et ouest et une partie de celle de Connell dans le comté de Kildare et plus tard la moitié ouest du domaine des Uí Máil. Ils furent ensuite chassés de leur territoire par l'invasion Anglo-normande et se retirèrent dans les hauteurs des montagnes de Wicklow comme leurs parents Uí Fáeláin. Les Ui Muireadhaigh  réputés descendre du roi Augaire mac Tuathail sont alors connus sous le nom de O'Toole.

## Généalogie
Selon le manuscrit de Rawlinson la généalogie des premiers Uí Muiredaig est la suivante:
Tadc mc Dúnlaing m. Augaire m. Donnchada  m. Lorccain m. Augaire m. Tuathail m. Dúnlaing m. Tuathail m. Augaire m. Ailella m. Dúnlaing m. Muiredaig m. Braen [Ardchenn] m. Muiredaig m. Murchada m. Bran Mut († 693)

## Sources
- (en) T.W Moody, F.X. Martin, F.J. Byrne, A New History of Ireland IX Maps, Genealogies, Lists. A companion to Irish History part II, Oxford, Oxford University Press, 2011, 690 p. (ISBN 978-0-19-959306-4), p. 134 & 200 Kings of Leinster to 1171
- (en) Francis John Byrne, Irish Kings and High-Kings, Dublin, Four Courts Press, 2001, 341 p. (ISBN 978-1-85182-196-9), p. 150-151, 160
- (en) Donnchadh Ó Corráin, Ireland before the Normans, Dublin, Gill & Macmillan, 1972, p. 187 Kings of Leinster Uí Muiredaig